# Venedocia (Ohio)
Previsualizar
Previsualizando ¡Recuerda que esto es sólo una previsualización y no ha sido guardada todavía!
Venedocia es una villa ubicada en el condado de Van Wert en el estado estadounidense de Ohio. En el Censo de 2010 tenía una población de 124 habitantes y una densidad poblacional de 357,29 personas por km².

## Geografía
Venedocia se encuentra ubicada en las coordenadas 40°47′7″N 84°27′21″O / 40.78528, -84.45583. Según la Oficina del Censo de los Estados Unidos, Venedocia tiene una superficie total de 0.35 km², de la cual 0.35 km² corresponden a tierra firme y (0%) 0 km² es agua.

## Demografía
Según el censo de 2010, había 124 personas residiendo en Venedocia. La densidad de población era de 357,29 hab./km². De los 124 habitantes, Venedocia estaba compuesto por el 97.58% blancos, el 0.81% eran afroamericanos, el 0% eran amerindios, el 0% eran asiáticos, el 0% eran isleños del Pacífico, el 0% eran de otras razas y el 1.61% pertenecían a dos o más razas. Del total de la población el 0% eran hispanos o latinos de cualquier raza.